# Campionato mondiale di hockey su ghiaccio maschile 2020
Il campionato mondiale di hockey su ghiaccio maschile 2020, ottantaquattresima edizione della manifestazione, si sarebbe dovuto svolgere nelle città di Zurigo e Losanna, in Svizzera, nel periodo tra il giorno 8 e il 24 maggio 2020. È l’undicesima volta che la nazione organizza il mondiale. A causa della pandemia di COVID-19 la competizione è stata annullata.

## Stadi
| Zurigo           | Zurigo Losanna | Losanna         |
| ---------------- | -------------- | --------------- |
| Hallenstadion    | Zurigo Losanna | Vaudoise aréna  |
|                  | Zurigo Losanna |                 |
| Capacità: 11.200 | Zurigo Losanna | Capacità: 9.600 |
|                  | Zurigo Losanna |                 |

## Squadre partecipanti
Qualificata come paese ospitante
- Svizzera

Automaticamente qualificate dall’edizione del 2019
- Canada
- Rep. Ceca
- Danimarca
- Finlandia
- Germania
- Regno Unito
- Italia
- Lettonia
- Norvegia
- Russia
- Slovacchia
- Svezia
- Stati Uniti

Qualificate dopo aver ottenuto la promozione dalla Divisione I dell’edizione 2019
- Bielorussia
- Kazakistan

## Raggruppamenti
I raggruppamenti del turno preliminare si basavano sulla classifica mondiale IIHF 2019, conclusasi al termine del Campionato mondiale di hockey su ghiaccio maschile 2019.
Gruppo A
- Canada (1)
- Svezia (4)
- Rep. Ceca (5)
- Germania (7)
- Slovacchia (9)
- Danimarca (12)
- Bielorussia (14)
- Regno Unito (20)

Gruppo B
- Russia (2)
- Finlandia (3)
- Stati Uniti (6)
- Svizzera (8)
- Lettonia (10)
- Norvegia (11)
- Italia (16)
- Kazakistan (19)

## Gironi preliminari

### Gruppo A
| Pos | Squadra     | G | V | VS | PS | P | GF | GS | DG | Pt | Qualificazione o retrocessione |
| --- | ----------- | - | - | -- | -- | - | -- | -- | -- | -- | ------------------------------ |
| 1   | Canada      | 0 | 0 | 0  | 0  | 0 | 0  | 0  | 0  | 0  | Quarti di finale               |
| 2   | Svezia      | 0 | 0 | 0  | 0  | 0 | 0  | 0  | 0  | 0  | Quarti di finale               |
| 3   | Rep. Ceca   | 0 | 0 | 0  | 0  | 0 | 0  | 0  | 0  | 0  | Quarti di finale               |
| 4   | Germania    | 0 | 0 | 0  | 0  | 0 | 0  | 0  | 0  | 0  | Quarti di finale               |
| 5   | Slovacchia  | 0 | 0 | 0  | 0  | 0 | 0  | 0  | 0  | 0  |                                |
| 6   | Danimarca   | 0 | 0 | 0  | 0  | 0 | 0  | 0  | 0  | 0  |                                |
| 7   | Bielorussia | 0 | 0 | 0  | 0  | 0 | 0  | 0  | 0  | 0  |                                |
| 8   | Regno Unito | 0 | 0 | 0  | 0  | 0 | 0  | 0  | 0  | 0  | Retrocessa in Divisione I 2021 |

### Gruppo B
| Pos | Squadra      | G | V | VS | PS | P | GF | GS | DG | Pt | Qualificazione o retrocessione  |
| --- | ------------ | - | - | -- | -- | - | -- | -- | -- | -- | ------------------------------- |
| 1   | Russia       | 0 | 0 | 0  | 0  | 0 | 0  | 0  | 0  | 0  | Quarterfinals                   |
| 2   | Finlandia    | 0 | 0 | 0  | 0  | 0 | 0  | 0  | 0  | 0  | Quarterfinals                   |
| 3   | Stati Uniti  | 0 | 0 | 0  | 0  | 0 | 0  | 0  | 0  | 0  | Quarterfinals                   |
| 4   | Svizzera (H) | 0 | 0 | 0  | 0  | 0 | 0  | 0  | 0  | 0  | Quarterfinals                   |
| 5   | Lettonia     | 0 | 0 | 0  | 0  | 0 | 0  | 0  | 0  | 0  |                                 |
| 6   | Norvegia     | 0 | 0 | 0  | 0  | 0 | 0  | 0  | 0  | 0  |                                 |
| 7   | Italia       | 0 | 0 | 0  | 0  | 0 | 0  | 0  | 0  | 0  |                                 |
| 8   | Kazakistan   | 0 | 0 | 0  | 0  | 0 | 0  | 0  | 0  | 0  | Relegation to 2021 Division I A |

## Fase ad eliminazione diretta
|  | Quarti di finale | Quarti di finale | Quarti di finale |  |  | Semifinali | Semifinali | Semifinali |  |  | Finale | Finale | Finale |  |
|  |                  |                  |                  |  |  |            |            |            |  |  |        |        |        |  |
|  | A1               |                  |                  |  |  |            |            |            |  |  |        |        |        |  |
|  |                  |                  |                  |  |  |            |            |            |  |  |        |        |        |  |
|  | B4               |                  |                  |  |  |            |            |            |  |  |        |        |        |  |
|  |                  |                  |                  |  |  |            |            |            |  |  |        |        |        |  |
|  |                  |                  |                  |  |  |            |            |            |  |  |        |        |        |  |
|  |                  |                  |                  |  |  |            |            |            |  |  |        |        |        |  |
|  | A2               |                  |                  |  |  |            |            |            |  |  |        |        |        |  |
|  |                  |                  |                  |  |  |            |            |            |  |  |        |        |        |  |
|  | B3               |                  |                  |  |  |            |            |            |  |  |        |        |        |  |
|  |                  |                  |                  |  |  |            |            |            |  |  |        |        |        |  |
|  |                  |                  |                  |  |  |            |            |            |  |  |        |        |        |  |
|  |                  |                  |                  |  |  |            |            |            |  |  |        |        |        |  |
|  | B2               |                  |                  |  |  |            |            |            |  |  |        |        |        |  |
|  |                  |                  |                  |  |  |            |            |            |  |  |        |        |        |  |
|  | A3               |                  |                  |  |  |            |            |            |  |  |        |        |        |  |
|  |                  |                  |                  |  |  |            |            |            |  |  |        |        |        |  |
|  |                  |                  |                  |  |  |            |            |            |  |  |        |        |        |  |
|  |                  |                  |                  |  |  |            |            |            |  |  |        |        |        |  |
|  | B1               |                  |                  |  |  |            |            |            |  |  |        |        |        |  |
|  |                  |                  |                  |  |  |            |            |            |  |  |        |        |        |  |
|  | A4               |                  |                  |  |  |            |            |            |  |  |        |        |        |  |